# Achille Lauro (sanger)
Lauro De Marinis også kendt som Achille Lauro (født 11. juli 1990) er en italiensk sanger, rapper og sangskriver. Han har repræsenteret San Marino ved Eurovision Song Contest 2022 i Torino med sangen "Stripper" og kom på en 14. plads i semifinal 2 og kvalificerede sig ikke til finalen.